# Philippe Cenci
Philippe Cenci, né le 2 mars 1967 à Charleroi (province de Hainaut), est un auteur de bande dessinée et illustrateur belge.

## Biographie
Philippe Cenci naît le 2 mars 1967 à Charleroi,. Dans les années 1980, il fréquente l'atelier de Vittorio Leonardo à l'académie de Châtelet. Puis une brève collaboration avec Mitacq avant de reprendre des études à l'ERG à Bruxelles. Après celles-ci, il se lance comme illustrateur indépendant en 1995. Philippe Cenci exerce dans la publicité et illustre des livres pour enfants avant de rencontrer Luc Dellisse, Christian Lamquet et Brice Tarvel avec qui il collabore.
En 1998, il participe à deux albums collectifs C'est fou le foot sans les règles et Jospin dans tous les pétrins publiés aux éditions Pictoris Studio.
À côté de cela, il communique son enthousiasme en enseignant le dessin aux ateliers Saint-Luc de Bruxelles et la bande dessinée et l’illustration aux académies de Châtelet et de Watermael-Boitsfort, en Belgique depuis 1998.
Après plusieurs projets avortés en cours de chemin, il est édité chez Casterman avec Deep Maurice et Gologan sur des scénarios de Thierry Robberecht. La série d'aventure s'échelonne sur trois albums : Pagaille chez les samouraïs (2000), Gaffe au gourou (2001) et Esprits de l'espace qui clôt la série en 2003.
Philippe Cenci se fait le coloriste de Jacques Debruyne pour les albums de la série Les 4 As et met en couleurs Les 4 As et le grand Suprême en 2004 et Mission Mars en 2005. La même année, il répond à l'appel de l'armée belge et participe au collectif BDéfense ! vendu au profit d'œuvres caricatives.
En 2007, il dessine Avec Lyautey, de Nancy à Rabat sur un scénario de l'historien Louis-Bernard Koch dans la collection « Le Vent de l'histoire » aux Éditions du Triomphe. Deux ans plus tard, il adapte en bande dessinée le roman historique du Général Gilbert Forray : La Route de l'indépendance... de Versailles à Yorktown avec le même scénariste dans la même collection.
Il a travaillé pour la revue philosophique belge pour enfants Philéas et Autobule pendant quatorze ans. Certaines de ses planches sont rassemblées dans un livre sous le titre Histoires incroyables pour changer le monde paru aux éditions Je Réussis en 2013.
Plusieurs de ses élèves des académies de Châtelet et de Boitsfort ont collaboré à la revue Philéas et Autobule grâce à son soutien parmi lesquels on peut citer Arcady Picardi, Simon Stoppele et Romain Rihoux qui ont remporté le concours d’illustration qu’il organisait régulièrement en partenariat avec la revue pour ses élèves des deux académies.
En 2015, il participe à la nouvelle revue d'Olivier Grenson associé à Philippe Decloux, Vincent Baudoux et Robert Nahum : 64_Page comme formateur.
Il revient à la bande dessinée historique avec Notre-Dame - Des flammes à la renaissance sur un scénario de l'historien militaire Patrick de Gmeline encore une fois dans la collection « Le Vent de l'histoire » aux Éditions du Triomphe en 2021.
Comme illustrateur pour la jeunesse, il publie Pat la pieuvre sur des textes de Benoît Boulanger dans la collection « Petit Navire » aux éditions Ancre Rouge en 1999 ainsi que At'choum l'apprenti sorcier aux éditions Arc-en-Plumes en 2005.

### Vie privée
Philippe Cenci vit à Seneffe dans la province de Hainaut en Belgique en 2011.

## Publications

### Collectifs
- C'est fou le foot sans les règles, Pictoris studio, mai 1998
Scénario : collectif - Dessin : collectif dont Philippe Cenci - Couleurs : quadrichromie -  (ISBN 2-84153-100-7)
- Jospin dans tous les pétrins, Pictoris Studio, s.l., 1998
Scénario : collectif - Dessin : collectif dont Philippe Cenci - Couleurs : quadrichromie -  (ISBN 2-8415-3110-4)
- BDéfense ![9], Forces armées belges, Bruxelles, décembre 2005
Scénario : collectif  - Dessin : collectif dont Philippe Cenci - Couleurs : quadrichromie -  (ISBN 90-7517-204-4).

### Illustrations
- Pat la pieuvre, Ancre Rouge, coll. « Petit Navire », 1999  (ISBN 9782930192079)
- At'choum l'apprenti sorcier, Lasne, Arc-en-Plumes, 2005  (ISBN 9782804900540).

#### Livres
- Jacques Fiérain, « Cenci, Philippe », dans La BD dans la province du Hainaut, Charleroi, Éd. l'Âge d'or, septembre 2006, 96 p., ill. ; 31 cm (ISBN 9782960046458 et 2960046455, OCLC 469651838, présentation en ligne), p. 9.
- Le 9e Rêve no 6, Bruxelles, Institut Saint-Luc de Bruxelles, École de recherche graphique, 2006, 144 p. (présentation en ligne), p. 27.
- Ida Storelli (Dir.), « Cenci, Philippe (1967-) », dans Les bibliothèques de l’entité de Seneffe Participent aux…Journées du Patrimoine 2011, 10 septembre 2011, 49 p., PDF (lire en ligne), p. 12.

### Podcasts
- C Local - L'atelier BD de Philippe Cenci s'expose au Château de Monceau sur Télésambre, reportage de Didier Lefebvre et Viviane Vankerckhove, intervenant : Philippe Cenci (4 min 42 s), 21 mars 2022.